# Landschaftsschutzgebiet Hassley

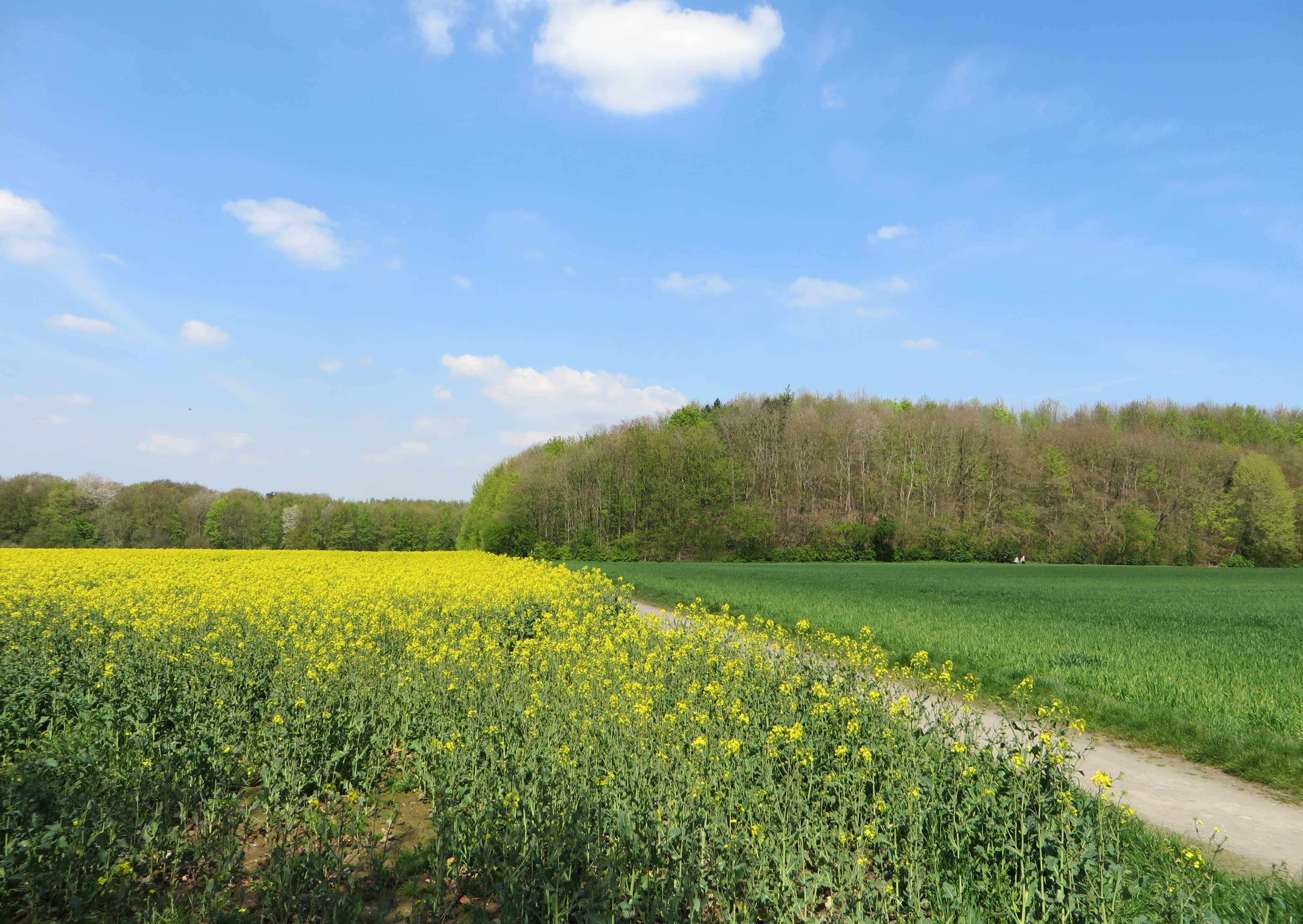
Landschaftsschutzgebiet Hassley

Das Landschaftsschutzgebiet Hassley mit einer Flächengröße von 181,71 ha befindet sich auf dem Gebiet der kreisfreien Stadt Hagen in Nordrhein-Westfalen. Das Landschaftsschutzgebiet wurde 1994 mit dem Landschaftsplan der Stadt Hagen vom Stadtrat von Hagen ausgewiesen. 

## Beschreibung
Das LSG grenzt im Norden direkt an die B 7. Nördlich der B 7 liegt das Landschaftsschutzgebiet Barmerfeld. Im Nordwesten grenzt das Schutzgebiet direkt an das Naturschutzgebiet Ochsenkamp. Im Süden geht es bis zur L 693. Südlich der L 693 liegt das Landschaftsschutzgebiet Egge. Im Nordosten grenzt das Naturschutzgebiet Temporärer Mastberg und im Osten das Naturschutzgebiet Mastberg und Weißenstein an. Wie eine Insel liegt das Dorf Haßley im LSG, welches nicht zum LSG gehört. 
Der Nordteil des LSG ist der noch im Abbau befindliche Steinbruch Donnerkuhle der Firma Rheinkalk. Die Bereiche, welche nicht zum Steinbruch gehören, sind meist Äcker und Grünland. Es gehören auch kleinere Waldbereiche mit teilweise alten Laubhölzern zum LSG.

## Schutzzweck
Laut Landschaftsplan erfolgte die Ausweisung „wegen der Vielfalt, Eigenart und Schönheit des Landschaftsbildes insbesondere durch Sicherung und Renaturierung der Steinbruch- und Aufschüttungsbereiche und wegen seiner besonderen Bedeutung als stadtnaher Erholungsraum für den Bereich Emst und Haßley“.